# Kasteel van Bellocq
Het Kasteel van Bellocq (Frans: Château de Bellocq) is een kasteel in de Franse gemeente Bellocq.

## Geschiedenis
Het kasteel werd tussen 1250 en 1280 gebouwd door Gaston VII van Béarn. De plaats was strategisch gelegen aan de Gave en de burcht moest de toegang tot Orthez, de hoofdstad van Béarn beschermen. De burcht werd versterkt door Gaston III van Foix-Béarn in 1370. Tot in de 16e eeuw behield de burcht haar militaire functie en Hendrik II van Navarra liet haar nog versterken in 1542. Ze werd ontmanteld in 1620 onder koning Lodewijk XIII om te verhinderen dat ze de hugenoten tot schuilplaats zou kunnen dienen.

## Beschrijving
Het kasteel is gebouwd op een rots boven de rivier en heeft de vorm van een onregelmatige vierhoek. Het telde vier ronde torens, een halfronde en twee vierkante. In een van de vierkanten torens was de ophaalbrug van het kasteel. De muren van het kasteel waren zeven meter hoog.